# یوبا پاس (کالیفرنیا)
یوبا پاس (به انگلیسی: Yuba Pass) یک منطقهٔ مسکونی در ایالات متحده آمریکا است که در شهرستان نوادا، کالیفرنیا واقع شده‌است. یوبا پاس ۰ نفر جمعیت دارد و ۱٬۷۱۸ متر بالاتر از سطح دریا واقع شده‌است.